# 黑洞攻擊
封包捨棄攻擊或黑洞攻擊是在電腦網絡中，一種藉由丟棄封包的阻斷服務攻擊。這種攻擊可以是選擇性（如：對於一網路位址，每n個封包和每t秒，或亂數選擇一定比例的封包，也稱作灰洞攻擊）或成批的（如：捨棄所有封包）。